# Anthony Goelzer
Anthony Didier Thomas Goelzer (Lilla, 12 settembre 1998) è un calciatore francese, difensore svincolato.

## Carriera
Cresciuto nel settore giovanile del Valenciennes, ha esordito in prima squadra il 27 luglio 2018, in occasione dell'incontro di Ligue 2 vinto 3-1 contro l'Auxerre. Nel febbraio del 2019, dopo aver disputato 10 partite tra campionato e coppe, è stato ceduto al Grasshoppers. Il 9 febbraio 2021 ha debuttato in Super League, disputando l'incontro perso 3-1 sul campo dello Zurigo. Al termine della stagione ha collezionato 6 presenze in campionato. Nei due anni successivi, in cui la squadra ha militato nella serie cadetta, non è mai stato schierato. Nel 2021 si è trasferito al Kriens, sempre nella seconda divisione svizzera, mentre nel 2022 è stato acquistato dal Vaduz, club del Liechtenstein militante nella stessa categoria.

## Statistiche

### Presenze e reti nei club
Statistiche aggiornate al 12 settembre 2022.
| Stagione            | Squadra             | Campionato          | Campionato | Campionato | Coppe nazionali | Coppe nazionali | Coppe nazionali | Coppe continentali | Coppe continentali | Coppe continentali | Altre coppe | Altre coppe | Altre coppe | Totale | Totale |
| Stagione            | Squadra             | Comp                | Pres       | Reti       | Comp            | Pres            | Reti            | Comp               | Pres               | Reti               | Comp        | Pres        | Reti        | Pres   | Reti   |
| ------------------- | ------------------- | ------------------- | ---------- | ---------- | --------------- | --------------- | --------------- | ------------------ | ------------------ | ------------------ | ----------- | ----------- | ----------- | ------ | ------ |
| 2015-2016           | Valenciennes 2      | CFA2                | 4          | 0          |                 | -               | -               |                    | -                  | -                  |             | -           | -           | 4      | 0      |
| 2018-feb. 2019      | Valenciennes        | L2                  | 7          | 0          | CF+CdL          | 2+1             | 0               |                    | -                  | -                  |             | -           | -           | 10     | 0      |
| feb.-giu. 2019      | Grasshoppers        | ASL                 | 6          | 0          | CS              | -               | -               |                    | -                  | -                  |             | -           | -           | 6      | 0      |
| 2019-2020           | Grasshoppers        | ChL                 | 0          | 0          | CS              | 0               | 0               |                    | -                  | -                  |             | -           | -           | 0      | 0      |
| 2020-2021           | Grasshoppers        | ChL                 | 0          | 0          | CS              | 0               | 0               |                    | -                  | -                  |             | -           | -           | 0      | 0      |
| Totale Grasshoppers | Totale Grasshoppers | Totale Grasshoppers | 6          | 0          |                 | 0               | 0               |                    | -                  | -                  |             | -           | -           | 6      | 0      |
| 2021-2022           | Kriens              | ChL                 | 26         | 1          | CS              | 2               | 0               |                    | -                  | -                  |             | -           | -           | 28     | 1      |
| 2022-2023           | Vaduz               | ChL                 | 4          | 0          |                 | -               | -               | UECL               | 7                  | 1                  |             | -           | -           | 11     | 1      |
| Totale carriera     | Totale carriera     | Totale carriera     | 47         | 1          |                 | 5               | 0               |                    | 7                  | 1                  |             | -           | -           | 59     | 2      |

## Palmarès

### Club

#### Competizioni nazionali
- Challenge League: 1

Grasshoppers: 2020-2021
- Coppa del Liechtenstein: 1

Vaduz: 2022-2023